# Typhlodromus arizonicus
Typhlodromus arizonicus är en spindeldjursart som först beskrevs av James P. Tuttle och Muma 1973.  Typhlodromus arizonicus ingår i släktet Typhlodromus och familjen Phytoseiidae. Inga underarter finns listade i Catalogue of Life.